# 1100 Jahre kroatisches Königreich

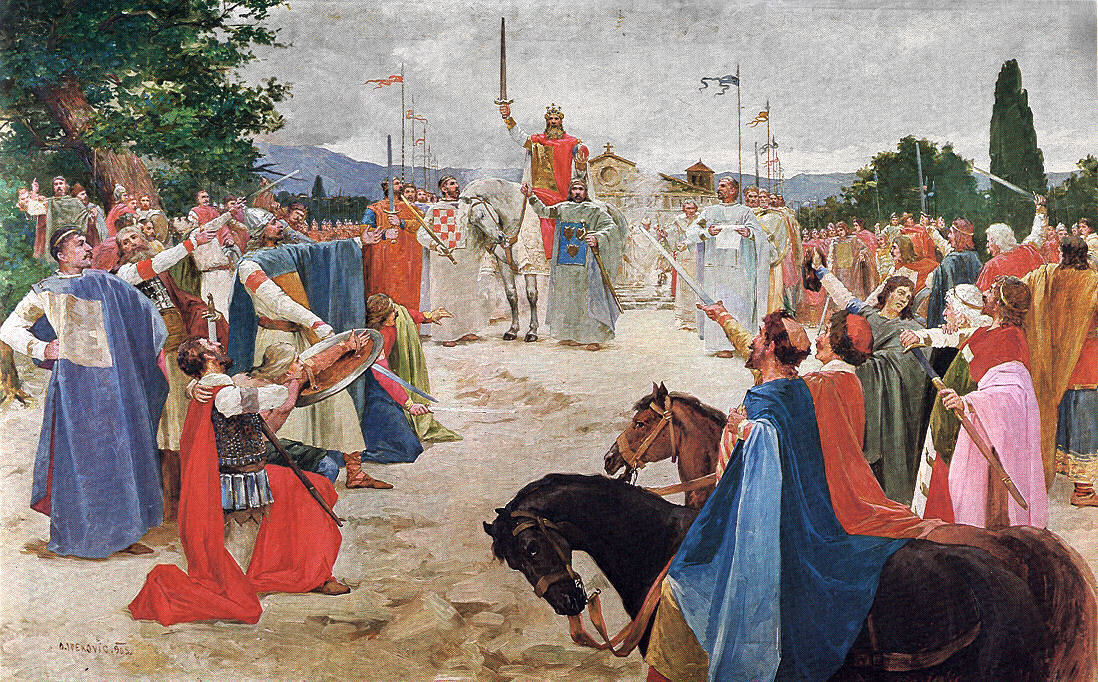
„Krönung des Tomislav“, Gemälde von Oton Iveković

1100 Jahre kroatisches Königreich (kroatisch: 1100. obljetnica Hrvatskoga Kraljevstva) bzw. das 1100-jährige Jubiläum des kroatischen Königreiches (kroatisch: Tisućustogodišnjica Hrvatskoga Kraljevstva) ist ein kulturelles und mediales Jubiläumsjahr, welches im Jahr 2025 in Kroatien und Bosnien und Herzegowina, als auch in weiteren Gegenden mit kroatischer Bevölkerung gefeiert wird. 
Anlass der Feierlichkeiten ist der 1100. Jahrestag des kroatischen Königreichs (925–1102) und der Krönung des ersten kroatischen Königs Tomislav, welche auf das Jahr 925 geschätzt wird.
Auf Initiative der Gesellschaft Brüder des kroatischen Drachen und des kroatischen Kulturverbandes Matica hrvatska, einem der wichtigsten kroatischen Kulturverbände, verabschiedete das kroatische Parlament am 14. März 2024 den Beschluss, das Jahr 2025 zum „Gedenkjahr an das kroatische Königreichs“ zu erklären.
Diese Entscheidung wurde ebenso von der Regierung der Republik Kroatien, als auch vom Bildungsministerium und dem Ministerium für Kultur und Medien begrüßt.

## Historischer Kontext

### Tausendjähriges Jubiläum im Jahr 1925

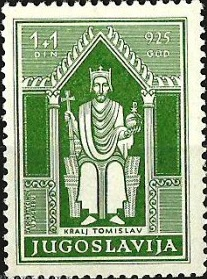
Eine Briefmarke aus dem Königreich Jugoslawien zu Gedenken an den kroatischen König Tomislav und an das Jahr 925

Im Jahr 1925, wurde in Organisation der Gesellschaft Brüder des kroatischen Drachen auf dem gesamten Gebiet des Königreichs Jugoslawien ein Gedenkjahr zu Ehren des tausendjährigen Jubiläums des kroatischen Königreiches zelebriert.
Diese historischen Feierlichkeiten inspirierten auch die Ideen für das Jahr 2025.

## Feierlichkeiten
Bezüglich dieses Jubiläums wurden Zeremonien in kroatischen Städten, Museumsausstellungen und Vorträge angekündigt und abgehalten. Ebenso wurden auch Sonderbriefmarken und Münzen herausgegeben. Neben einer von der kroatischen Nationalbank angekündigten 2-Euro-Gedenkmünze für das Jahr 2025, wurden auch Silber- und Goldmünzen veröffentlicht.